# Arçay (Cher)
Pour les articles homonymes, voir Arçay.
Arçay est une commune française située dans le département du Cher, en région Centre-Val de Loire.

## Géographie
Arçay est située à 16 km au sud de Bourges et à 7 km au sud de Trouy sur la route départementale (RD) 73 ; à 11 km de Saint-Florent-sur-Cher sur la RD 28.

### Climat
Pour des articles plus généraux, voir Climat du Centre-Val de Loire et Climat du Cher.
En 2010, le climat de la commune est de type climat océanique dégradé des plaines du Centre et du Nord, selon une étude du CNRS s'appuyant sur une série de données couvrant la période 1971-2000. En 2020, Météo-France publie une typologie des climats de la France métropolitaine dans laquelle la commune est exposée à un climat océanique altéré et est dans la région climatique Centre et contreforts nord du Massif Central, caractérisée par un air sec en été et un bon ensoleillement.
Pour la période 1971-2000, la température annuelle moyenne est de 11,2 °C, avec une amplitude thermique annuelle de 15,3 °C. Le cumul annuel moyen de précipitations est de 751 mm, avec 11,4 jours de précipitations en janvier et 7,2 jours en juillet. Pour la période 1991-2020, la température moyenne annuelle observée sur la station météorologique la plus proche, située sur la commune de Bourges à 16 km à vol d'oiseau, est de 12,1 °C et le cumul annuel moyen de précipitations est de 742,7 mm,. Pour l'avenir, les paramètres climatiques de la commune estimés pour 2050 selon différents scénarios d'émission de gaz à effet de serre sont consultables sur un site dédié publié par Météo-France en novembre 2022.

## Urbanisme

### Typologie
Au 1er janvier 2024, Arçay est catégorisée commune rurale à habitat dispersé, selon la nouvelle grille communale de densité à 7 niveaux définie par l'Insee en 2022.
Elle est située hors unité urbaine. Par ailleurs la commune fait partie de l'aire d'attraction de Bourges, dont elle est une commune de la couronne,. Cette aire, qui regroupe 111 communes, est catégorisée dans les aires de 50 000 à moins de 200 000 habitants,.

### Occupation des sols
L'occupation des sols de la commune, telle qu'elle ressort de la base de données européenne d’occupation biophysique des sols Corine Land Cover (CLC), est marquée par l'importance des territoires agricoles (97,2 % en 2018), une proportion sensiblement équivalente à celle de 1990 (96,9 %). La répartition détaillée en 2018 est la suivante : 
terres arables (92,8 %), zones agricoles hétérogènes (4,3 %), forêts (2,8 %).
L'évolution de l’occupation des sols de la commune et de ses infrastructures peut être observée sur les différentes représentations cartographiques du territoire : la carte de Cassini (XVIIIe siècle), la carte d'état-major (1820-1866) et les cartes ou photos aériennes de l'IGN pour la période actuelle (1950 à aujourd'hui).

### Risques majeurs
Le territoire de la commune d'Arçay est vulnérable à différents aléas naturels : météorologiques (tempête, orage, neige, grand froid, canicule ou sécheresse), mouvements de terrains et séisme (sismicité faible). Un site publié par le BRGM permet d'évaluer simplement et rapidement les risques d'un bien localisé soit par son adresse soit par le numéro de sa parcelle.

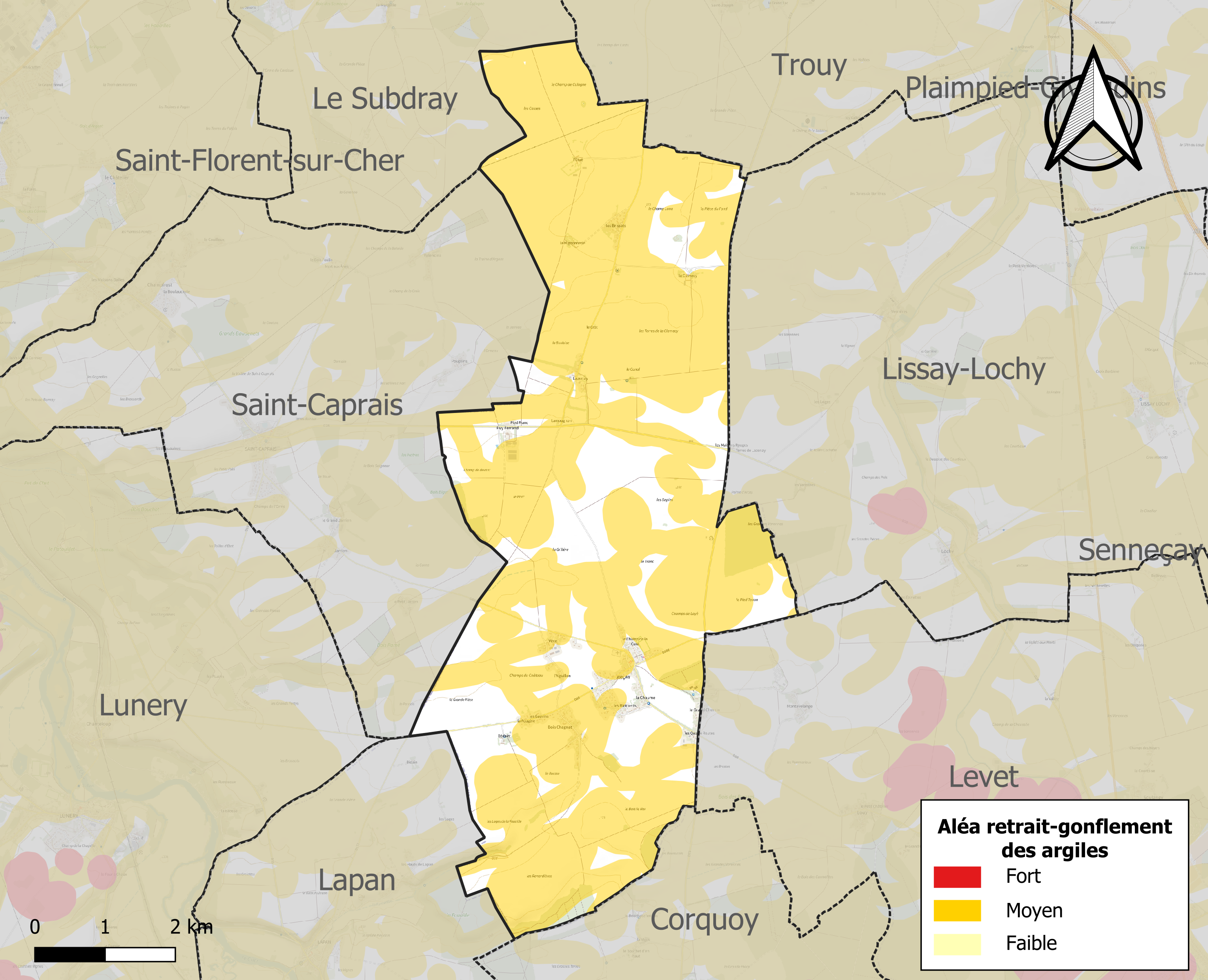
Carte des zones d'aléa retrait-gonflement des sols argileux d'Arçay.

La commune est vulnérable au risque de mouvements de terrains constitué principalement du retrait-gonflement des sols argileux. Cet aléa est susceptible d'engendrer des dommages importants aux bâtiments en cas d’alternance de périodes de sécheresse et de pluie. 78,2 % de la superficie communale est en aléa moyen ou fort (90 % au niveau départemental et 48,5 % au niveau national). Sur les 225 bâtiments dénombrés sur la commune en 2019, 149 sont en aléa moyen ou fort, soit 66 %, à comparer aux 83 % au niveau départemental et 54 % au niveau national. Une cartographie de l'exposition du territoire national au retrait gonflement des sols argileux est disponible sur le site du BRGM,.
Concernant les mouvements de terrains, la commune a été reconnue en état de catastrophe naturelle au titre des dommages causés par des mouvements de terrain en 1999.

## Toponymie
Le nom de la localité est attesté sous les formes Arciacum en 1160, Arcay en 1204.
Ce toponyme semble être d'origine gauloise : ar et ciac(um) signifiant (« près du bois ou sur le bois »).

## Histoire
Durant la Seconde Guerre mondiale, Arçay fut un point important dans le département du Cher car c'est dans la cour de l'école d'Arçay que le général Elster fut contraint le 11 septembre 1944 de confirmer par écrit auprès des chefs de la Résistance, le colonel Bertrand (Forces françaises de l'intérieur Cher sud) et le colonel Colomb (Forces françaises de l'intérieur Cher Nord) les conditions de la reddition de sa colonne, forte de 18 000 hommes, signée le 10 septembre 1944.
Une plaque commémorative apposée sur la façade de la mairie retrace cet événement.

## Politique et administration
| Période      | Période      | Identité          | Étiquette | Qualité                    |
| ------------ | ------------ | ----------------- | --------- | -------------------------- |
| mars 2014    | juillet 2020 | Robert Huchins    |           | Retraité de l'enseignement |
| juillet 2020 | En cours     | Stéphane Hamelin, |           | Commerçant                 |

Le conseil municipal désigne en son sein des représentants au conseil communautaire de la communauté d'agglomération Bourges Plus.

## Démographie
L'évolution du nombre d'habitants est connue à travers les recensements de la population effectués dans la commune depuis 1793. Pour les communes de moins de 10 000 habitants, une enquête de recensement portant sur toute la population est réalisée tous les cinq ans, les populations de référence des années intermédiaires étant quant à elles estimées par interpolation ou extrapolation. Pour la commune, le premier recensement exhaustif entrant dans le cadre du nouveau dispositif a été réalisé en 2004.

En 2022, la commune comptait 488 habitants, en évolution de −5,24 % par rapport à 2016 (Cher : −2,48 %, France hors Mayotte : +2,11 %).
| 1793 | 1800 | 1806 | 1821 | 1831 | 1836 | 1841 | 1846 | 1851 |
| ---- | ---- | ---- | ---- | ---- | ---- | ---- | ---- | ---- |
| 540  | 524  | 593  | 534  | 545  | 484  | 486  | 486  | 522  |

| 1856 | 1861 | 1866 | 1872 | 1876 | 1881 | 1886 | 1891 | 1896 |
| ---- | ---- | ---- | ---- | ---- | ---- | ---- | ---- | ---- |
| 472  | 498  | 504  | 498  | 535  | 490  | 453  | 467  | 415  |

| 1901 | 1906 | 1911 | 1921 | 1926 | 1931 | 1936 | 1946 | 1954 |
| ---- | ---- | ---- | ---- | ---- | ---- | ---- | ---- | ---- |
| 395  | 413  | 389  | 345  | 345  | 344  | 325  | 300  | 258  |

| 1962 | 1968 | 1975 | 1982 | 1990 | 1999 | 2004 | 2006 | 2009 |
| ---- | ---- | ---- | ---- | ---- | ---- | ---- | ---- | ---- |
| 267  | 258  | 222  | 337  | 378  | 377  | 420  | 458  | 513  |

| 2014 | 2019 | 2022 | - | - | - | - | - | - |
| ---- | ---- | ---- | - | - | - | - | - | - |
| 510  | 500  | 488  | - | - | - | - | - | - |

## Culture locale et patrimoine

### Lieux et monuments
- L’ancien château d’eau a été racheté par la société astronomique populaire du centre qui l’a aménagée en observatoire. En son sommet a été installée une coupole laquelle abrite un télescope de 400 mm de diamètre. La SAPC y organise des soirées d’observation pour ses adhérents.
- L'église Saint-Sylvain d'Arçay, datant du XIXe siècle, rénovée par des habitants dans les années 2020[24].

### Cadre de vie
- Ville fleurie : une fleur attribuée depuis 2006 par le Conseil national des villes et villages fleuris de France au concours des villes et villages fleuris[25].

### Personnalités liées à la commune
- Alfred Jolivet (1885-1966) linguiste, y est né.
- Hubert Jolivet (1906-1990) coureur cycliste, y est né.

### Héraldique
| Blason de Arçay | Blason  | D'azur à un arbre d'or, à la bordure engrêlée cousue de gueules. |
| Blason de Arçay | Détails | Village de l'ancienne province du Berry (engrêlée de gueules, or et azur) dont le toponyme est d'origine gauloise : ar et ciac(um) signifiant : « près du bois ou sur le bois » (arbre). Église dédiée à saint Sylvain de Levroux, saint imaginaire (Sylvain = arbre). Projet non officialisé de Laurent Lailly. |